# K3 Loves You (single)
K3 Loves You is een single van de meidengroep K3. Het was de laatste single die werd ingezongen door Karen Damen, Kristel Verbeke en Josje Huisman.

## Geschiedenis
Op 18 maart 2015 kondigden de zangeressen van K3 het plan aan middels het tv-programma K3 zoekt K3 de leden van de groep te vervangen. Als afscheidssingle van de voormalige groepsleden verscheen enkele weken hierna het nummer K3 Loves You. De videoclip, met 300 jonge fans, werd opgenomen op 22 maart 2015, minder dan een week na de persconferentie.
Het liedje stond zes weken in de Vlaamse Ultratop 50 Singles, met de 14de plaats als hoogst bereikte positie.
K3 Loves You kwam als voorlaatste nummer aan bod in de optredens van de K3 en K3 Show, die van 28 november 2015 tot 8 mei 2016 in Vlaanderen en Nederland liep.